# Белокур, Матрёна Титовна
Матрёна Титовна Белокур (1908 год, село Лемещиха, Жашковская волость, Таращанский уезд, Киевская губерния — 1995 год, Лемещиха, Жашковский район, Черкасская область, Украина) — колхозница, звеньевая колхоза имени Сталина Жашковского района Киевской области. Герой Социалистического Труда (1948).

## Биография
Родилась в 1908 году в крестьянской семье в селе Лемищиха Таращанского уезда Киевской губернии (сегодня — Жашковский район Черкасской области). В 1929 году вместе с мужем Якимом Белокуром одними из первых вступили в колхоз. Работала в полеводческой бригаде и на свиноферме.
В 1947 году звено, руководимое Матрёной Белокур, собрало в среднем по 32,5 центнеров пшеницы с каждого гектара. За эти выдающиеся трудовые достижения была удостоена в 1948 году звания Героя Социалистического Труда.
Умерла в 1995 году в селе Лемещиха.

## Награды
- Герой Социалистического Труда — указом Президиума Верховного Совета СССР от 6 мая 1948 года
- Орден Ленина